# Raymond v. Raymond
Albums de Usher
Here I Stand
(2008) Versus
(2010)
Raymond v. Raymond, initialement intitulé « Monster », est le 6e album studio du chanteur Usher. Avec la participation notable du gotha de la musique tels que Jermaine Dupri, ou encore Polow da Don, Danja et Jimmy Jam & Terry Lewis, l'album sort le 30 mars 2010.

## Concepts
C'est un album inspiré de sa vie personnelle avec en prime des faits révélateurs sur son divorce.

## Liste des titres
| No  | Titre                               | Durée |
| --- | ----------------------------------- | ----- |
| 1.  | Monstar                             | 5:01  |
| 2.  | Hey Daddy (Daddy's Home)            | 3:44  |
| 3.  | There Goes My Baby                  | 4:41  |
| 4.  | Lil Freak (featuring Nicki Minaj)   | 3:54  |
| 5.  | She Don't Know (featuring Ludacris) | 4:03  |
| 6.  | OMG (featuring Will.i.am)           | 4:29  |
| 7.  | Mars vs. Venus                      | 4:22  |
| 8.  | Pro Lover                           | 5:03  |
| 9.  | Foolin' Around                      | 4:11  |
| 10. | Papers                              | 4:21  |
| 11. | So Many Girls                       | 4:36  |
| 12. | Guilty (featuring T.I.)             | 3:44  |
| 13. | Okay                                | 3:15  |
| 14. | Making Love (Into the Night)        | 3:36  |

## Samples
- Making Love (Into the Night) est un « remake » de Into The Night de Benny Mardones[1].
- She Don't Know, un sample de Heaven d'Ebo Taylor[1].

## Certifications
| Pays                  | Certification | Unités certifiées |
| --------------------- | ------------- | ----------------- |
| Australie (ARIA)      | Platine       | 70 000            |
| Canada (Music Canada) | Platine       | 80 000            |
| États-Unis (RIAA)     | Platine       | 1 000 000         |
| Royaume-Uni (BPI)     | Or            | 100 000           |